# チモラーイス
チモラーイス（伊: Cimolais）は、イタリア共和国フリウリ＝ヴェネツィア・ジュリア州ポルデノーネ県にある、人口約300人の基礎自治体（コムーネ）。

## 地理

### 位置・広がり
ポルデノーネ県北西部に位置するコムーネである。チモーライスの集落は、ベッルーノの北東約24km、県都ポルデノーネの北北西約40kmにある。

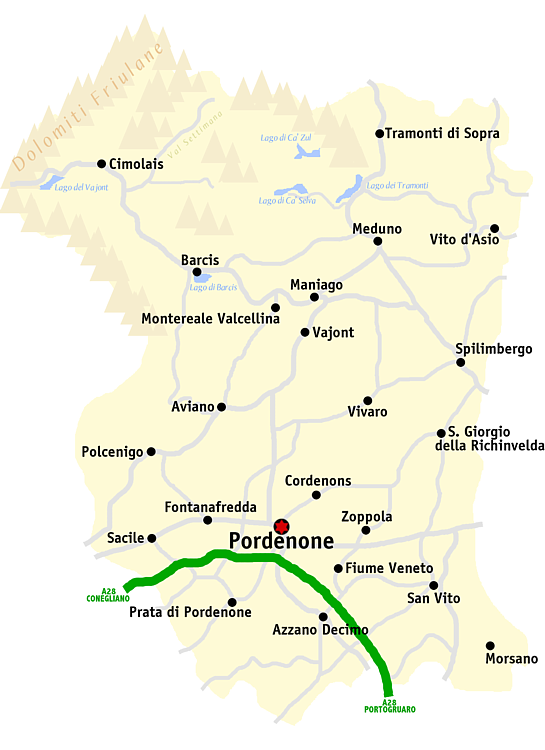
ポルデノーネ県概略図

#### 隣接コムーネ
隣接するコムーネは以下の通り。UDはウーディネ県、BLはベッルーノ県所属を示す。
- ピエーヴェ・ディ・カドーレ (BL) - 北
- ドメッジェ・ディ・カドーレ (BL) - 北
- フォルニ・ディ・ソプラ (UD) - 北東
- クラーウト - 南東
- エルト・エ・カッソ - 西
- ペラローロ・ディ・カドーレ (BL) - 北西

### 気候分類・地震分類
チモラーイスにおけるイタリアの気候分類 (it) および度日は、zona F, 3639 GGである。
また、イタリアの地震リスク階級 (it) では、zona 2 (sismicità media) に分類される。